# یخچال مزرعه درم
یخچال مزرعه درم مربوط به سدهٔ ۹ و ۱۰ ه‍.ق است و در کیلومتر ۲۵ جاده کاشان، قم، مزرعه درمِ یزدل واقع شده و این اثر در تاریخ ۳۰ تیر ۱۳۸۴ با شمارهٔ ثبت ۱۲۱۰۸ به‌عنوان یکی از آثار ملی ایران به ثبت رسیده است. مزرعهٔ درم یکی از مزارع باستانی دشت کاشان است که اراضی آن با آب قناتی مشروب می‌شود مردم یزدل زارع، مالک و مستأجر این مزرعه می‌باشند. (تاریخ کاشان ص ۳۷) در این دشت آثار باستانی فراوانی چون شهر باستانی درم، شاه فیروز و آثاری منسوب به فرعون وجود دارد. (تاریخ کاشان ص ۳۴)